# 道の駅湯の川
道の駅湯の川（みちのえき ゆのかわ）は、島根県出雲市斐川町学頭にある国道9号の道の駅である。

## 施設
- 駐車場：70台
  - 普通車：55台
  - 大型車：15台
  - 身障者用：6台
- トイレ
  - 男：大 4器・小 9器
  - 女：12器
  - 身障者用：1器
- 公衆電話：1台
- レストラン
- 売店 (9:00 - 18:00)
- 休憩所 (24H)
- 特産物加工工場
- 情報コーナー
- ベビーベッド
- 足湯（建物横の四阿の中）
- 郵便ポスト（出雲郵便局）

## 休館日
- 毎週火曜日

## アクセス
- 国道9号 - 登録路線
  - 島根県道196号荘原停車場線
- 西日本旅客鉄道（JR西日本）山陰本線 荘原駅

## 周辺
- 宍道湖
- 出雲縁結び空港
- 湯の川温泉